# Kevin Malget
Kevin Malget (Wiltz, 15 gennaio 1991) è un calciatore lussemburghese, difensore del Wiltz 71.

## Biografia
Anche suo padre Théo è stato un calciatore.

## Carriera

### Club
Ha sempre giocato nella prima divisione lussemburghese; nella stagione 2018-2019 gioca tutte e 6 le partite della fase a gironi di Europa League disputate dal F91 Dudelange, con cui nel corso delle stagioni precedenti aveva già giocato 5 partite nei turni preliminari di Champions League ed una partita nei turni preliminari di Europa League.

### Nazionale
Ha esordito con la nazionale lussemburghese nell'amichevole contro le Fær Øer (conclusasi 0-0) disputata il 4 giugno 2010.

## Palmarès

### Club

#### Competizioni nazionali
- Campionato lussemburghese: 7

F91 Dudelange: 2011-2012, 2013-2014, 2015-2016, 2016-2017, 2017-2018, 2018-2019
Swift Hesperange: 2022-2023
- Coppa del Lussemburgo: 4

F91 Dudelange: 2011-2012, 2015-2016, 2016-2017, 2018-2019